# لوگوویه (شهرستان بلوگورسکی، استان آمور)
لوگوویه (به لاتین: Lugovoye) یک منطقهٔ مسکونی در روسیه است که در استان آمور واقع شده‌است.